# Седморица величанствених (филм из 2016)
Седморица величанствених (енгл. The Magnificent Seven) је амерички вестерн филм из 2016. године редитеља Антоана Фјукуа и римејк филма Седморица величанствених из 1960. године. Сценаристи су Ник Пицолато и Ричард Венк. Продуценти филма су Роџер Бирнбаум и Тод Блек. Музику су компоновали Џејмс Хорнер и Сајмон франглен.
Глумачку екипу чине Дензел Вошингтон, Крис Прат, Итан Хок, Винсент Д'Онофрио, Бјунг-хун Ли, Мануел Гарсиа-Рулфо, Мартин Сенсмејер, Питер Сарсгард и Хали Бенет. Светска премијера је била одржана 23. септембра 2016. године у Сједињеним Америчким Државама. 
Буџет филма је износио 90 000 000 долара, а зарада од филма је 162 400 000 долара.

## Радња
Мали град Роз Кирк налази се под смртоносном контролом индустријалца Бартоломеа Боргиа (Питер Сарсгард) па очајни грађани траже помоћ седморице ловаца на главе, коцкара и ангажованих револвераша: Сема Кајслома (Дензел Вошингтон), Џоша Фарадеја (Крис Прат), Гуднајт Робичикса (Итан Хок), Џека Хорена (Винсент Д'Онофрио), Билија Рокса (Бјунг-хун Ли), Васкеза (Мануел Гарсиа-Рулфо) и Реда Харвеста (Мартин Сенсмејер). Док припремају град за крвави обрачун за који знају да ће кад-тад да се догоди, седморица плаћеника на крају се неће борити искључиво за новац већ и за нешто пуно вредније.

## Улоге
| Глумац              | Улога                        |
| ------------------- | ---------------------------- |
| Дензел Вошингтон    | Сем Кајслом (Ловац на главе) |
| Крис Прат           | Џош Фарадеј (Коцкар)         |
| Итан Хок            | Гуднајт Робичикс (Стрелац)   |
| Винсент Д'Онофрио   | Џек Хорн (Трагач)            |
| Бјунг-хун Ли        | Били Рокс (Убица)            |
| Мануел Гарсиа-Рулфо | Васкез (Одметник)            |
| Мартин Сенсмејер    | Ред Харвест (Ратник)         |
| Питер Сарсгард      | Бартоломеј Борги             |
| Хали Бенет          | Ема Кулен                    |